# Берізка Галина Спиридонівна
Гали́на Спиридо́нівна Бері́зка (Бро́вченко) (17 вересня 1920, с. Могильне — 14 вересня 2007) — українська поетеса.

## Біографія
Народилася 17 вересня 1920 р. в с. Могильне Гайворонського району Кіровоградської області.
До початку Другої світової війни вчилася в Одеському державному університеті на філологічному факультеті.
Перебуваючи на окупованій території, 6 листопада 1943 р. заарештована гестапо в місті Гайвороні за участь в Організації українських націоналістів. Втекти із застінків гестапо вдалося в Молдові, м. Бендери в 1944. Після війни продовжила навчання в ОДУ, але 20 березня 1946 р. на третьому курсі була заарештована органами МВС, засуджена до 10 років таборів каторги. Покарання відбувала в Норильську, у 1955 р. звільнена, але до кінця 1957 р. була на становищі політичного висланця без права виїзду. Всі подальші роки викладала українську мову й літературу в Могильненській середній школі. З 1976 р. — на пенсії.
В 1991 році, у рік народження незалежної України,  була Галина Берізка реабілітована.
Нагороджена медаллю "Захиснику Вітчизни". 
У ніч з 13 на 14 вересня 2007 року, за три дні до 87-річчя, Галина Берізка померла.
У пам'ятні дні Галини Берізки у Могильному, на садибі поетеси, проводяться літературні читання, присвячені її світлій пам'яті. У день 90-річчя з дня народження, 17 вересня 2010 року, у Могильненській загальноосвітній школі відкрито меморіальну дошку незламній патріотці та літературний музей

## Творчість
Вірші пише з середини 1930-х. Перші публікації — в газеті «Літературна Україна» (1959). Друкувала вірші у щоквартальнику «Поезія» (Київ, «Український письменник», 1989 і 1996), збірниках «З облоги ночі» (збірник невільничої поезії України, «УП», 1993), оповідання і спогади у книзі Олеся Волі «Мор» (Київ, «Дорога правди», 1993). Автор поетичних збірок «Недоспалені листи» (у книзі «Час збирати каміння», Київ, «Український письменник», 1997), «Вибране» (Слов'янськ, 2000), «Про все пам'ятаю» (Кіровоград, ЦУВ, 2003) та прози «Сакраменто» (Київ, «Український письменник», 2004).
Галина Спиридонівна поєднала у собі талант учителя, поета, прозаїка, перекладача  з російської мови. Основними мотивами лірики Галини Берізки є любов до України, туга за малою батьківщиною, трагічна доля засуджених, кохання, роль поетичного слова. Особливістю поетичного стилю Галини Берізки  є багатство влучних  тропів. Художні образи Галина Берізка створює за допомогою вдало дібраних епітетів. Всі художні засоби, які використовує поетеса у своїх творах, надають звучанню мелодійності і пісенності.  Рима у неї  завжди точна і звучна.  Окремі вірші Галини Берізки  покладено на музику («Пісня» («Осінню тишу золотить наш вересневий сад»), «Моє село», «Гімн школи»).
Про життєві страждання Галини Берізки, про її великий поетичний дар до 90-х років мало хто і знав, окрім рідних та близьких людей. Серед них Олесь Лупій і Володимир Коломієць та Олесь Гончар, який схвально і тепло відгукувався про поезію Галини Спиридонівни у приватних листах. Поетеса знаходила життєву відраду у спілкуванні з однодумцями. Листування між близькими по духу людьми продовжувалося більше, як 20 років. Доказом цього є лист  від 20 січня 1990 року, у якому Олесь Терентійович  Гончар визнає Галину Берізку справжньою поетесою: «Я й раніше догадувався, що Ви — поетеса, а нині — упевнився… Поезії Ваші справжні, не одну глибоку душу вони торкнуть…» . Копії  листів, адресованих Галині Берізці, зберігаються у літературному музеї Могильненської школи, серед них і кілька листів поетеси до Володимира Коломійця.   В одному із листів  поетеса підписується  ще одним псевдонім Галини Спиридонівни: «З великою пошаною Галина Шарандак-Бровченко-Берізка-Марина Подолянка».
Лауреат літературної премії імені Валерія Марченка. Член Національної спілки письменників України (1999). У 2005 році за книгу прози «Сакраменто» удостоєна обласної літературної премії ім. Є. Маланюка.

## Твори
Берізка Г.С. Бувальщини: Брат Коля; Зустріч/ Г. Берізка // Літературна Україна. -2003. -10 квітня. - С.4
Берізка Г.С. Вибране : Вірші різних років / Г.С.Берізка. -Слов`янськ : Б.в., 2000. -71 с.
Берізка Г.С. Вірші/ Г.С. Берізка // Вечірня газета. -2004. -5 березня. - С. 6
Берізка-Бровченко Г.С. Дума про епоху: Мемуари/ Г. Берізка-Бровченко // Народне слово. -2005. -27 вересня. - С. 4; 29 вересня. - С. 4 
Берізка Г.С. «О, якби ми були не раби…» : Вірші // Вечірня газета. – 2000. – 26 травня. – С.7
Берізка Г.С. Пісні невільниці : Вірші / Г.С. Берізка. -Гайворон : Б.в., 2007. -32 с.
Берізка Г.С. Про все пам`ятаю : Поезії різних років / Г.С. Берізка. -Кіровоград: Центр.-Укр. вид-во, 2003. -141 с.
Берізка Г.С. Спомин про Тереня Масенка : До 30-х роковин від дня смерті поета // Вечірня газета. – 2000. – 28 липня. – С.6
Берізка Г.Г. Сукні : Оповідання. Галині Берізці – 8 // Народне слово. – 2000. – 14 вересня. – С.3